# Theunis van Schalkwyk
Theunis van Schalkwyk   (Krugersdorp, 14 de setembre de 1929 - Roodepoort, 27 d'agost de 2005) va ser un boxejador sud-africà que va competir durant la dècada de 1950.
El 1952 va prendre part en els Jocs Olímpics d'Estiu de Hèlsinki, on guanyà la medalla de plata en la categoria del pes superwèlter del programa de boxa. En la final va perdre contra l'hongarès László Papp. En el seu palmarès també destaca una medalla d'or als Jocs de l'Imperi Britànic de 1950.